# 風姿物語
《风姿物语》是罗森所写的一部网络玄幻小说，為中文玄幻網路小說的始祖作品之一，歷史人物的戲仿及其它動漫遊戲作品人物的再創作為其特色。
風姿物語自1997年8月起在台湾交通大学BBS上连载，之后被狮鹫文化、万象图书和河图文化出版，至2006年1月完结，共77本，被称为网文开山作。2004年10月，本书由上海人民出版社在中國大陆出版发行，但只出了两本之后便再没有下文。2006年5月，中国友谊出版公司在中國大陆出版了7本风姿物语，内容也只相当于风姿正传的第一部。

## 书目
前传：银河篇、太阳篇、月亮篇、星星篇、陨星篇、柔云篇、梅之卷、黑姑娘、爱菱篇、银杏之卷、鸣雷篇

正传：第一部 风姿正传、第二部 我意天下、第三部 风姿物语

外传：梅之卷、爱菱篇、银杏篇

其中太阳篇、月亮篇、柔云篇中部份为废稿，黑姑娘为恶搞作品。

## 简介
山中长大的兰斯洛，逃下山在杭州游玩时，巧遇女扮男装的雷因斯下一任女王小草（莉雅），从此开始了他的冒险故事。

## 主要人物介绍

### 雷因斯·蒂伦

#### 苍月骑士团
兰斯洛‧蒼月
本作的男主角，有着野兽般的直觉和力气。从小在山中被皇太极抚养长大，在杭州西湖的雷峰塔下发现了铁木真的坟墓，继承了铁木真的血与少部分记忆，修炼天魔经前半卷之后失忆。建立了盗贼团“阿里巴巴四十大盗”，后来在基格鲁的比武招亲中获胜，迎娶了雷因斯·蒂伦的女王莉雅，成为了雷因斯的国王，从此走上了征服风之大陆的霸途。
天地有雪
一直追随兰斯洛的雪特人，名字的意思是「到處都有雪特人」，专长是溜须拍马。因为有着种种奇怪的好运而屡屡在凶险的战场上活了下来，被众人称为“不死身”。虽然说是风之大陆最底层的卑劣的唯利是图民族，但对兰斯洛却遵守了身为兄弟的义气，曾经多次帮助兰斯洛渡过难关。在兰斯洛赢得内战取得雷因斯政权后，官居雷因斯左丞相。在最後決戰前身亡，戰終卻以渾沌世界的創世神出現。喜歡郝可蓮。正体是作者罗森。
妮儿
本名为“山本五十六”，自稱是〝西優潔爾‧妮〞，又名〝山本妮兒〞，兰斯洛的妹妹，天生神力，拥有一双傲人的修长美腿。天野源五郎的心上人。有超越一切人的天赋，不止是各种武功，就连歌舞等各种技能都能迅速领悟精通。拥有极强的领袖魅力，拥有大量忠心的部下。其實是鐵木真的女兒。一直爱恋兰斯洛。
天野源五郎
拥有绝美容颜，所以经常被人误以为是女性，真實身份是星贤者卡达尔。受莉雅之命保护主人公兰斯洛，是兰斯洛一方的军师，虽然十分有才能，但由于种种原因，提出的计策总是不能成功，故被称为“百败军师”。对妮儿一见钟情。源五郎武功修为很高，但是招式威力并不高，而是以化力《紫微玄鉴: 移星易月》与轻功《九曜极速》见长，不擅长与人对拼力量，而是用极高的天心意识打败敌人。
苍月枫
本名東方紅:冷雪美人，大雪山传人。在杭州与兰斯洛和莉雅相遇，从此常伴两人左右。过去有段十分悲惨的经历，變成了兽人。后以冷梦雪之名在青楼赚钱养活患绝症的亲妹妹(東方綠)，在雷因斯内战时是兰斯洛一方的主要经济来源。
多爾袞
皇太極的魔化人格，在多年與本體纏鬥下，為蘭斯洛意外一掌取得身體主控權，後魔震爆發同時，皇太極人格死去，而完全占有身體。雖說是魔化，但仍執著在以烈陽刀擊敗大魔神王。後雖從妮兒和源五郎身上搶到完整的〝天武聖功〞，但無法抑制功力反噬而飽受其苦，在風華開導後，毅然放棄畢生功力，卻也意外得到太天位的天心意識。最後和白軍皇一同離開風之大陸。

#### 白家
白军皇
又名白拉登。白家前家主，雄才武略堪比白家祖先白金星，有征服世界的野心，手中拿着一把写着“天下征服”的扇子，白起和白无忌叛乱后对儿子的成长十分欣喜，故远飘海外。修为未知，但可以确定在魔震前就已有天位力量。在最後決戰時解除莉雅的封印。在作者另一部作品《阿里布達年代祭》中也有出場。
白起
白家兄妹中的老大。因为先天原因，个子不高、身体虚弱，所有魔法也无法对其生效。凭借着脑内的计算机和自身的努力，习得白家绝学“武中无相”。看上去是白家最强的天才，其实是最强的普通人。常年在恶魔岛训练“五色旗”。由于修习“武中无相”而导致严重的后遗症，经常会失去意识，最後病亡。也有在《阿里布达年代祭》登场，并帮助主人公约翰.法雷尔。
白无忌
白家兄妹中的老二，白家家主。表面为人风流放荡，经常化名“柳一刀”和“阿猫”四处寻花问柳，其实深爱着自己的妹妹。
精于经商，掌管着整个雷因斯的经济大权，对魔法的造诣也很高，习得“大梵炼狱刀”。
雷因斯內戰後，被蘭斯洛脅迫，與有雪一同出任雷因斯的宰相。後被胤禎突襲而重傷昏迷，最後決戰後醒來，但又被蘭斯洛脅迫，到魔界當大魔神王的宰相。
莉雅
现任雷因斯女王，兰斯洛的妻子。在与兰斯洛成婚的当天，为打退来袭的“剑爵”天草四郎而去世。但由于天位魔导师梅林格林与天野源五郎的神秘术法，让莉雅得以以天魄形式存于世间，由于天魄对一切物理攻击无效性的特质，加上雷因斯女王本身使一切魔法异能消失的能力，可以说是无敌的存在。
白天行
雷因斯內戰中的保守派，想凭借打倒兰斯洛與白無忌来夺取雷因斯及白家大权，但是其本身能力与人望并不高，被部下當呆子，被韓特剝削和暗諷。
在白起加入己方后被迅速架空兵权。在白起战败后偷袭之，更遭轰杀。
白德昭
雷因斯内战后白家仅存的元老。
白軍澤
原太研院院長，被白無忌威逼支持蘭斯洛，後來意圖趕走付出許多的愛菱，但因為蘭斯洛和愛菱製造出的意外，被白起下令解職退隱。
白飞
白家子弟，韩特的好友，在《鸣雷篇》出场。

#### 其他
苍月草
兰斯洛的首席幕僚，贴身秘书，莉雅的天魄体。因为兰斯洛的关系，几乎包办了国内的所有政务，深受大臣们的欢迎。为了不让国民认出自己的真实身份，平时对自己使用了能妨碍他人认知的魔法。在梅林离去后接任魔法协会会长职务。大魔神王来袭时，为了使用“大梵炼狱刀”迎击而复活。
泉樱
紫钰在北门天关一战中失去记忆，被冲田宗次郎带回日本，改名为“斋藤泉樱”，成为新撰组的一员。恢复记忆后跟随兰斯洛，并在白无忌倒下后以“泉樱”为名担任雷因斯宰相。
风华
在罹罗与兰斯洛相识并相恋，西王母后人，风之大陆三大神医之一。
爱菱
原名“隆·爱因斯坦”，魔界名匠隆·贝多芬之女，矮人与人类的混血，是个即天真又迷糊的太古魔道天才。曾被皇太极传授太古魔道知识，但是做出来的东西却并不可靠，经常发生自爆等意外事故。一直追随师兄兰斯洛，现任太古魔道研究院院长，也是太研院有史以来第一位非白家族内的院长。信仰不存在的“仙得法歌大神”並拜著神像，后传教于太研院。韓特的義姊。
華扁鵲
风之大陆三大名医之一，为数不多的天位魔法师。对于研究黑魔法十分狂热，可以把任何生物无论死活皆视为研究对象。个性古怪冷僻，实际上却是不擅长表达感情，所以对热情天真的爱菱毫无办法。后任职雷因斯暗黑魔法研究院院长职务。有雪的魔法師父。
原始設定中人物簡介：前一刻讓人為之捧腹;後一刻讓人口吐白沫，教人笑不出來的大笑話，不管身處何地，都保持著讓敵方我方，俱為之頭痛欲裂的怪僻個性，華扁鵲大夫。
身為人與樹精靈的混血，一出生便飽受歧視。六歲，離家流浪，順手帶走族中秘傳"青囊書"，為躲避追捕，投身大雪山，被山中老人看上，收為秘密弟子;二十二歲，對生活感到不耐，再度流浪，臨行前，盜走"冰魄冥爪"秘籍，令某名"老烏龜"暴跳如雷;為躲避追殺，遊學魔界，修習暗黑魔道，三年有成。
重複著這樣的過程，生命對她而言，似乎僅是不停地漂泊，當蘭斯洛王自組騎士團時，對旅行感到厭倦的她，暫棲蘭斯洛王麾下，奉令創設暗黑研究院，擔任院長，負責種種研究工作。
服膺"實力即是一切，弱者淘汰"的原則，華扁鵲僅追隨絕對的強者，對於全族覆滅的血仇，雖非無動於衷，卻沒有積極報仇的意願，因為覆亡的原由，來自於族人的軟弱無能。
"魔導師是正業，殺手是副業，大夫是打工"，以這樣的大原則，醉心於研究工作，追求真理的科學精神，猶在愛因斯坦之上。曾為了調查蘭斯洛性慾過剩的因由，鬧的王城雞飛狗跳，連有著"極惡暴君"之號的蘭斯洛王，亦心有餘悸的對之評語:"讓男人再起不能的恐怖角色。"
妮坦
前任女王，白军皇之妻，白家三兄妹的母亲。在民众心中十分和蔼可亲，拥有十分高的评价，但实际上是个和白军皇一样的危险人物。将亲情也作为己方的战力中加以计算，却被白无忌所不齿，誓言永世不再相见。
梅琳‧格林
魔導公會長老，稷下學宮宮主。樣貌雖然看似幼齡女童，但深受各方勢力敬重。與陸游和天草四郎之間似乎有難解的感情糾葛。

### 東方家
東方玄龍
現任東方家家主，蘭斯洛意外的義兄，白無忌的損友。武功精純，但相當好色。曾受青樓委託，把金鰲島的晶片送走。
東方玄虎
哥哥生病時的代理家主，吸引石家入自由都市後比武招親，也開啟了正傳的一開始。武功在地界。

### 耶路撒冷圣殿骑士团

#### 白夜四騎士
米迦勒
騎士團團長，女性，也是四騎士之首。智慮縝密，戰前便知道周公瑾目的，因而將組件和晶片送走。有天位實力，但慘虧於周公瑾。
論輩份，是天草四郎的聖騎士晚輩，曾受命刺殺他，但後來未完成任務。似乎對天草四郎有好感。
王右軍
白夜四騎士之一的銀騎士，也是武煉王家二十六少，陸游親授的第四徒弟。曾被李煜假扮。
在耶路撒冷大戰時先被周公瑾重創，為王五救下。

### 艾尔铁诺

#### 军方
曹寿
艾尔铁诺現任君主，昏庸无能，纵情声色的同时又不理朝政，看似个标准的昏君，但其實不是本人?
石崇
石字世家的主人，艾尔铁诺第一军团长，国王宠臣。因为老谋深算而被主角们称为“老狐狸”，但却十分迷恋冷梦雪。其實是千夜流三大派系之一的繼承人。
真實身份是魔族，胤禛的心腹，也是花天邪的生父，最後介入胤禛與花天邪的戰鬥，為護愛子而被胤禛錯殺。
周公瑾
陸游的二弟子，艾尔铁诺第二军团长，艾尔铁诺的最大忠臣。脸上带着半边铁面具，使用軟兵器千里神鞭做为武器。在陸游闭关期间为白鹿洞的代言人，对艾尔铁诺绝对忠心，常年驻守边境海牙与冰之大陆司马仲达对峙。拥有忠心耿耿的“四铁卫”。在耶路撒冷與王五一戰後進入齋天位，是白鹿洞弟子中，除李煜外，唯一突破強天位的高手。人物造型原型為日本動漫封神演義之聞太師。
旭烈兀
陸游六弟子，麦第奇家主人，艾尔铁诺第三军团长。英俊潇洒的贵公子，有着自己的美学，喜欢华丽的东西。其實是曹壽之子，也就是胤禎的小兒子。人物造型原型為日本動漫封神演義之趙公明。
花天邪
花字世家的主人，艾尔铁诺第四军团长。天草四郎有奇怪的“友谊”。非常喜欢莉雅。在被兰斯洛打败并娶走莉雅后，並武功一直未有進展，而失去理智，在石崇計畫下，牺牲花字世家十万子弟兵获取力量。其實是出生時被胤禎封印，導致其武功成長受限。在魔族再現後成為石崇一派大將，但為保護被封印的莉雅而反叛，最後決戰後離去。
王五
真名“王虎”，王字世家的主人，艾尔铁诺第五军团长。刀法高强，被称为“天刀”。为人亲切豪迈，喜爱大自然，是最能与天地元气相融合的天位高手。是旭烈兀兄長忽必烈的義弟，但當初在其叛亂時挺身討伐他。曾经受过日贤者皇太极的指导，因此可以说是兰斯洛的师兄，并在暹罗将鸿翼刀法传给了师弟兰斯洛。後因與周公瑾一戰而元氣大傷，在最後決戰中有短暫露面。

#### 四铁卫
朱炎
四铁卫之一，隆·贝多芬的徒弟，爱菱的师兄。主修炎系武功，是四铁卫中中的太古魔道技师。後以金鰲島和愛菱互轟通天砲，與一眾人員戰死。
郝可莲
本名鸣雷纯，韩特的妹妹，导致鸣雷一族灭绝的罪魁祸首。爆乳妖姬，擅长用毒，与有雪有十分亲密的关系。
花残缺
本名“花天养”，花天邪之兄，为人正直，因叛乱而被逐出花家，在北门天关被奇雷斯重伤后死于花天邪手下。其實相當疼愛弟弟花天邪，知道他並非同父所生。
蒋忠
最早跟随周公瑾的四铁卫，虽然武功很弱，但精炼能干，忠心耿耿，因此常年留在周公瑾身边。

### 武炼
王五
天刀王五，兰斯洛的师兄。武炼兽人的领袖。
深愛著妻子，但自稱怕妻。
公孙楚倩
王五之妻，青楼联盟的三朵金花之一。与妮儿一样都是天生怪力。原是忽必烈的未婚妻，但和王五相戀，後因忽必烈退出而與王五成婚，對忽必烈有愧疚感。
王右军
王五之弟，陸游亲传弟子。排行第二十六，被稱為「二十六少」。
忽必烈
王五的义兄，绝世霸主，以天魔功等武學自創出「睥世七神絕」。
以忽必烈之才能，足可以称霸风之大陆，但却在实力还薄弱的时候的发动瑾花之乱，最终失败而在奋鹏坡死于王五刀下。其實是受到知道生父曹壽的身份及深愛的未婚妻愛上他人的衝擊而失意。

### 自由都市
潘多拉
青楼联盟的领导，公孫楚倩的姊姊。據說過去劍法一流。蒼月楓和妮兒的義姊。一度喪失青樓主導權，而遁入魔界計劃。
因為行事和氣質，一開始被蘭斯洛誤認為華扁鵲。
韓特
魔族出身，鳴雷一族族長的長子，郝可蓮的哥哥。過去相當疼愛妹妹，在一族被滅後，為了尋找妹妹，被多爾袞設計將封魔針打入體內並送到人界。
與白飛和李煜為好友。與旭烈兀是雇主兼朋友的關係，得他贈送七神絕秘笈。
為了得到妹妹的情報，而在自由都市做賞金獵人及各式工作，養成了愛財的生性，曾被李煜說是要錢不要命。
在雷因斯內戰時受雇於白無忌，擔任白天行的保鑣，後因蘭斯洛與蒼月草的陷害，及戰犯身份和意外，被稷下城民討厭。

### 日本
织田香
天草四郎
三大神剑之一的剑爵，虽说从一出场实力就冠绝所有主角，但由于种种原因，几乎没有赢得过一场胜利。嚴重路癡，完全沒方向感。
過去是耶路撒冷的聖騎士，後追隨胤禎，並擔任建寧的護衛。愛慕著建寧。
受到李煜一擊而突破到齋天位。

### 三贤者
皇太极
日贤者，豪迈的武人，同時精通太古魔道。
陸游
月贤者，白鹿洞掌门，艾尔铁诺守护者。
卡达尔
星贤者。九州大战之后远飘日本，与丰臣秀吉相识。

### 白鹿洞
陸游
三大神剑中的“剑圣”，三贤者之一的月贤者，是艾尔铁诺的守护者，对风之大陆人民来说是无敌的存在，为躲避天罚常年在冰窟中修炼。为人谨慎，不打无把握之战，精通东方仙术。後在艾倫鐵諾之戰時，被天草四郎以萬物元氣鎖封鎖力量，後被周公瑾一鞭擊壞肉體。
海稼轩
陸游的“備胎”。也是所谓的陸游首徒，一直沉睡于白鹿洞后山禁区的地下。陸游借此重生後活躍於大陸，並決心彌補之前的遺憾。最後在和源五郎被失去思考能力的兩大龍神夾擊時，獨自斷後身亡。
周公瑾
陸游的二弟子，艾尔铁诺第二军团长。脸上带着半边铁面具，使用鞭子做为武器。在陸游闭关期间为白鹿洞的代言人，对艾尔铁诺绝对忠心，常年驻守边境海牙与冰之大陆司马仲达对峙。拥有忠心耿耿的“四铁卫”。
陶潜
陸游的三弟子，曾担任白鹿洞掌门人，与周公瑾有很深的关系。原名陶胭凝，被誤傳為陶淵明，正身也由女性被誤傳為男性，跟艾倫鐵諾的花戶交情都不錯。
因為在掌門人任內使用有問題而愛說教的替身機器人，而被大家恐懼。
因瑾花之亂前與忽必烈交情變繁，而被陸游猜忌，八年前先被石崇重創下被周公瑾誤殺。
王右军
陸游的四弟子，“天刀”王五之弟，耶路撒冷圣殿骑士团的白夜四骑士之一。书法造诣很高，曾以剑代笔，写下名传千古的“兰亭集序”。
李煜
陸游的五弟子，绝世剑仙，在机缘巧合之下与兰斯洛结为兄弟。在与爱侣周嘉敏成婚当天，被二师兄周公瑾陷害入狱，遭受惨无人道的折磨，唐国也因此灭亡。在遭受种种折磨后，李煜凭借自己顽强的毅力活了下来，并得到炎之大陆萧寒山的帮助，修習不动真剑而悟出天痕不動劍，在一次偶然的机会与爱菱相遇，在帮助爱菱的同时领悟天位奧秘，获得天位力量。和韓特是好友。李煜武功虽高，因先前所受挫折，以致天心意识极不稳定，虽然突破太天位，卻無法自由使用。與胤禛的最后一戰中，雖然得到白起之助完全控制力量，卻仍耗盡全力，全身羽化。死前將利用配劍〝明肌雪〞將畢生武學心得感悟盡數傳予好友韓特及弟子花若鴻。
旭烈兀
陸游的六弟子，麦第奇家家主，对局势有着超级精确的判断，故曰“胜利永远与旭烈兀在一起。”。据说是艾尔铁诺皇帝曹寿的私生子。
紫钰
陸游的七弟子，龙族族长，在杭州与兰斯洛偶然邂逅，结下一段不解情缘。

### 魔界
铁木真
人称“成吉思汗”，第三十二代大魔神王，也是历史上最年轻的大魔神王。他是玄烨的第十四个儿子，母亲是人类。武功天赋超凡，习武不到五年便将天魔功连至第六层，在孤峰之战中更是达到了终极境界。
心地善良，一生致力于各种族和睦共处，之后更是爱上了一个人类女子。
是妮兒之父。曾在艾倫鐵諾一戰中附身蘭斯洛出現，一擊敗退旭烈兀和眾多手下。
樣子被隆‧貝多芬做成金像，後又因為朱炎的戲言，被愛菱當作不存在的〝仙得法歌大神〞膜拜。
胤禛
第三十三代大魔神王，铁木真的四哥。武功资质虽不及铁木真，但也是魔族罕见，在受到铁木真终极一击后升上太天位。
为人城府极深，能一直隐忍到最后一刻再出手发难。
為更清楚人類而偽裝成當時仍為皇子的曹壽。相當疼愛自己的孩子。決戰後，在周公瑾過去與妻子經營的旅館中種花。
奇雷斯
本名弘历，胤禛之子，与父亲不和，但和小弟旭烈兀不錯。是胤禎過去實驗的成品，出生時便使母體身亡，曾经被封魔针封住而作为宠物被宗次郎饲养。
与李煜是死对头。另外，〝奇雷斯〞本是魔界的巨龍之名。
建寧
胤禎與鐵木真的姑姑，與陸游曾是戀人，但在孤峰決戰前被陸游設計支開。天份與實力都不差；九州大戰後化身女童梅琳‧格林隱身雷因斯任魔導工會長老，小名婉兒。

## 设定

### 种族
人类
大陆上最常见的种族。
雪特人
大路上最贱的种族，视钱如命、不讲义气，为了金钱而出卖朋友是家常便饭。
矮人
擅长太古魔道技术的种族。
魔族
战斗力十分旺盛的种族，但其实是由以前被赶向魔界的人类进化而成。

### 天位
天位被分成四个等级，从低到高依次是：小天位、强天位、斋天位、太天位。因为每上升一个天位威力都会大增，所以有着“天位之间不能越级挑战”的说法。
小天位
最初的天位，具有破山裂地之威,最大的特点是能够浮空飞行。
强天位
到达强天位的武者可以开始以自身的力量来改变周围環境以製造對自身有利的戰場。天位力量也在强天位到达了顶峰，无法再上升了。
斋天位
能使用万物元气锁，回复能力也能大幅度提高，几乎就是不死身。
太天位
天心意识强化到不可思议的境界，能将对方的武功迅速分析演算找出弱点并用更具威力的同种武功将对方击败。拥有最强护身力量“完美体”。
终极
太天位之上就是神的“终极”境界了，历史上也只有寥寥数人到达过这个境界。风姿物语中出现过三个终极高手：铁木真和李煜是在离世前虹化顿悟终极，还有一个是李煜的师兄，炎之大陆的萧风健。

## 小说一览
| 出版 順序 | 书名                   | 出版社   | ISBN               | 出版日期       |
| --------- | ---------------------- | -------- | ------------------ | -------------- |
| 1         | 風姿物語1前傳銀河篇上  | 萬象圖書 | ISBN 957-27-0498-2 | 1998年12月     |
| 2         | 風姿物語2前傳銀河篇中  | 萬象圖書 | ISBN 957-27-0535-0 | 1999年1月      |
| 3         | 風姿物語3前傳銀河篇下  | 萬象圖書 | ISBN 957-27-0505-9 | 1999年3月      |
| 4         | 風姿物語4前傳隕星篇上  | 萬象圖書 | ISBN 957-27-0629-2 | 1999年4月      |
| 5         | 風姿物語5前傳隕星篇下  | 萬象圖書 | ISBN 957-27-0630-6 | 1999年6月      |
| 6         | 風姿物語6前傳星星篇    | 萬象圖書 | ISBN 957-27-0684-5 | 1999年6月      |
| 7         | 風姿物語7前傳鳴雷篇一  | 萬象圖書 | ISBN 957-27-0777-9 | 2000年2月      |
| 8         | 風姿物語8前傳鳴雷篇二  | 萬象圖書 | ISBN 957-27-0787-6 | 2000年3月      |
| 9         | 風姿物語9前傳鳴雷篇三  | 萬象圖書 | ISBN 957-27-0800-7 | 2000年4月      |
| 10        | 風姿物語10前傳鳴雷篇四 | 萬象圖書 | ISBN 957-27-0812-0 | 2000年5月      |
| 11        | 風姿物語11前傳鳴雷篇五 | 萬象圖書 | ISBN 957-27-0823-6 | 2000年6月      |
| 12        | 風姿正傳(01)           | 獅鷲文化 | ISBN 9789572706848 | 2000年8月18日  |
| 13        | 風姿正傳(02)           | 獅鷲文化 | ISBN 9789573086741 | 2000年9月18日  |
| 14        | 風姿正傳(03)           | 獅鷲文化 | ISBN 9789573086772 | 2000年10月6日  |
| 15        | 風姿正傳(04)           | 獅鷲文化 | ISBN 9789573074472 | 2000年11月12日 |
| 16        | 風姿正傳(05)           | 獅鷲文化 | ISBN 9789573074496 | 2000年12月7日  |
| 17        | 風姿正傳(06)           | 獅鷲文化 | ISBN 9789572088074 | 2001年1月8日   |
| 19        | 風姿正傳(08)           | 獅鷲文化 | ISBN 9789572088197 | 2001年3月9日   |
| 20        | 風姿正傳(09)           | 獅鷲文化 | ISBN 9789572088265 | 2001年4月6日   |
| 21        | 風姿正傳(10)           | 獅鷲文化 | ISBN 9789572088364 | 2001年5月27日  |
| 22        | 風姿正傳(11)           | 獅鷲文化 | ISBN 9789572088456 | 2001年7月5日   |
| 23        | 風姿正傳(12)           | 獅鷲文化 | ISBN 9789572088524 | 2001年8月15日  |
| 24        | 風姿正傳(13)           | 獅鷲文化 | ISBN 9789572088586 | 2001年9月29日  |
| 25        | 風姿正傳(14)           | 獅鷲文化 | ISBN 9789572088784 | 2001年10月19日 |

## 延伸阅读
- 风姿前傳十一本，万象图书出版
- 风姿正传二十一本，狮鹫文化出版
- 爱菱篇三本，狮鹫文化出版
- 我意天下十六本，狮鹫文化出版
- 风姿物语二十三本，河图文化出版
- 银杏之卷三本，河图文化出版
- “中文玄幻小说始祖”《风姿物语》终结  （页面存档备份，存于）
- 《风姿物语》和玄幻小说的兴起[]